# Società Sportiva Lazio Calcio Femminile 1998-1999
Questa voce raccoglie le informazioni riguardanti la Società Sportiva Lazio Calcio Femminile nelle competizioni ufficiali della stagione 1998-1999.

## Organigramma societario
Area amministrativa
- Presidente: Renato Vettoretto

Area tecnica

- Allenatrice: Carolina Morace
- Allenatrice in seconda: Betty Bavagnoli
- Preparatore atletico: Prof. Perrone
- Direttore tecnico: Sergio Guenza

## Rosa
Rosa aggiornata alla fine della stagione.
| N. |                   | Ruolo | Calciatrice          |
| -- | ----------------- | ----- | -------------------- |
|    | Italia (bandiera) | C     | Claudia Alvino       |
|    | Italia (bandiera) | P     | Francesca Armeni     |
|    | Italia (bandiera) | C     | Elisabetta Bavagnoli |
|    | Italia (bandiera) | C     | Ilaria Brachetti     |
|    | Italia (bandiera) | D     | Floriana Brancati    |
|    | Italia (bandiera) | D     | Monica Caprini       |
|    | Italia (bandiera) | C     | Laura Cascella       |
|    | Italia (bandiera) | C     | Daniela Colasante    |
|    | Italia (bandiera) | P     | Silvia Colella       |
|    | Italia (bandiera) | D     | Luana Corradino      |
|    | Italia (bandiera) | A     | Erika Croce          |
|    | Italia (bandiera) | D     | Daniela Di Bari      |
|    | Italia (bandiera) | P     | Simona Di Renzo      |
|    | Italia (bandiera) | D     | Adele Frollani       |

| N. |                   | Ruolo | Calciatrice        |
| -- | ----------------- | ----- | ------------------ |
|    | Italia (bandiera) | A     | Cinzia Giampiccolo |
|    | Italia (bandiera) | C     | Valentina Lanzieri |
|    | Italia (bandiera) | C     | Manuela Lattanzi   |
|    | Italia (bandiera) | P     | Cecilia Marianetti |
|    | Italia (bandiera) | A     | Vania Massimi      |
|    | Italia (bandiera) | C     | Alba Mellina       |
|    | Italia (bandiera) | P     | Alessandra Nappi   |
|    | Italia (bandiera) | C     | Valentina Paladini |
|    | Italia (bandiera) | A     | Patrizia Panico    |
|    | Italia (bandiera) | C     | Simona Salvatori   |
|    | Italia (bandiera) | A     | Silvia Storari     |
|    | Italia (bandiera) | C     | Sandra Sussa       |
|    | Italia (bandiera) | C     | Manuela Tesse      |
|    | Italia (bandiera) | C     | Tatiana Zorri      |

## Calciomercato

### Sessione estiva
| Acquisti | Acquisti        | Acquisti | Acquisti   |
| R.       | Nome            | da       | Modalità   |
| -------- | --------------- | -------- | ---------- |
| C        | Manuela Tesse   | Modena   | definitivo |
| A        | Patrizia Panico | Modena   | definitivo |

| Cessioni | Cessioni | Cessioni | Cessioni |
| R.       | Nome     | a        | Modalità |
| -------- | -------- | -------- | -------- |
|          |          |          |          |